# In Front of Your Face
In Front of Your Face (en coreano: 당신 얼굴 앞에서, romanizado: dangsin eolgul ap-eseo) es una película dramática surcoreana de 2021 escrita y dirigida por Hong Sang-soo. La película fue seleccionada para ser proyectada en la sección Premiere en el Festival de Cine de Cannes 2021.

## Reparto
- Lee Hye-young como Sang ok
- Jo Yoon-hee[4] como Jeong ok
- Kwon Hae-hyo como Jae ganó
- Shin Seok-ho como Seung-won
- Kim Sae-byuk como antiguo dueño de casa
- Ha Seong-guk como asistente de dirección
- Seo Young-hwa como transeúnte
- Lee Eun-mi como transeúnte
- Kang Yi-seo como la novia de Seung-won

## Estreno y recepción
La película fue seleccionada para su proyección en la categoría 'Icono' en el 26º Festival Internacional de Cine de Busan, que se llevó a cabo del 6 al 15 de octubre de 2021.
El sitio web del agregador de reseñas Rotten Tomatoes informó una calificación de aprobación del 93%, según 14 reseñas con una calificación promedio de 7.70/10.